# Вільгельм II Добрий
Вільгельм ІІ Добрий (італ. Guglielmo II, Guglielmo il Buono, Gulielmus Bonus; 1155 — 18 листопада 1189, Палермо) — третій король Сицилійського королівства . Другий син Вільгельма I Злого (1126 — 7 травня 1166) і Маргарити Наваррської (пом. 1182). Після трагічної загибелі старшого брата Рожера (1152-11 березня 1161) став потенційним спадкоємцем престолу, хоча не отримав традиційного титулу герцога Апулії. Успадкував трон 7 травня 1166. Царювання Вільгельма II залишилося в пам'яті сицилійців як своєрідна «золота доба».

## Регентство Маргарити Наваррської (1166–1171)
Вільгельму було всього одинадцять років, коли його батько Вільгельм I помер, а його було проголошено спадкоємцем. Тому до 1171 року регентом Сицилії мала бути його мати Маргарита Наваррська. Вона була недосвідчена в державних справах, через що шукала підтримки в наближених до її померлого чоловіка людях. За кожним із них стояли політичні угрупування баронів, що прагнули захопити владу в державі. Своїм радником Маргарита обрала охрещеного мусульманина Петра, що відвернуло від неї і аристократію, і духовенство. Їхні інтриги згодом змусили Петра втекти з Сицилії. Арабські джерела стверджують, що прибувши до Тунісу Петро знову прийняв іслам і під ім'ям Ахмеда ас-Сікели неодноразово водив мусульманський флот проти християнських держав.

### Стефан дю Перш (1166–1168)
Залишившись без першого міністра, Маргарита Наваррська була змушена шукати нову довірену особу, рівновіддалену від конкуруючих придворних партій і здатну утримати владу до повноліття короля. Такою людиною став кузен королеви Стефан дю Перш, який відвідав Сицилію по шляху на Схід у вересні 1166 і залишився в королівстві на невизначений термін. Стефан дю Перш, здійснив запаморочливий кар'єрний ріст: у листопаді 1166 він став канцлером, а влітку 1167 — архієпископом Палермо.
Невдоволення чужинцем-канцлером і його французьким оточенням об'єднало ворогуючі партії. Незабаром склався очолюваний Анрі де Монтескальозо, братом Маргарити, союз, що мав на меті вбивство Стефана. Дізнавшись про змову, Стефан завдав превентивного удару. Оскільки в Палермо противники канцлера переважали, Стефан організував у грудні 1167 від'їзд двору до Мессіни, де змовникам було приготовано пастку. На засіданні королівської ради в Мессіні Анрі де Монтескальозо був заарештований. Його співучасники, які очікували сигналу для нападу на палац, несподівано для себе самі опинилися в положенні обложених. Стефан дю Перш від імені королеви оголосив усім змовникам прощення за умови, що вони негайно покинуть Сицилію.
Повернувшись в Палермо, Стефан дю Перш досяг піку своєї могутності. Два могутніх аристократа Анрі де Монтескальозо і Рішар Молізе перебували в ув'язненні, незабаром був арештований Маттео д'Аджелло.
Заворушення в Мессіні, викликані самоуправством одного з французьких сподвижників Стефана, стали каталізатором повстання проти канцлера. Заколотники зайняли Реджо-ді-Калабрія, Рометті, Таормину, звільнили Анрі де Монтескальозо і Рішара Молізе і готувалися до походу на Палермо. Слідом за цим у Палермо теж спалахнуло повстання. Стефан дю Перш і його французькі соратники були обложені в дзвіниці кафедрального собору Палермо і, не маючи надії на допомогу ззовні, вступили в переговори з повстанцями. Відповідно до досягнутої домовленістю Стефану дю Першу і французам був наданий корабель, на якому вони наступного дня назавжди покинули Сицилію.

### Останні роки регентства
Після вигнання Стефана дю Перша переможці розділили між собою участь в королівській раді і фактично усунули Маргариту Наваррську від участі в управлінні країною. На кафедру архієпископа Палермо звели нову людину, хоча фактично попередній архієпископ Стефан дю Перш був ще живий. Усталений порядок зберігся до повноліття Вільгельма II .
Драматичні події, пов'язані з тріумфом і вигнанням Стефана дю Перша, були останніми негараздами царювання Вільгельма II. У 1168 році всі угруповання, раніше незадоволені політичним режимом, отримали доступ до влади. Результатом цього став тривалий, аж до 1189, період внутрішнього миру в Сицилійському королівстві. Участь самого ще тоді неповнолітнього Вільгельма II в досягненні цього миру було мінімальним, але наступні покоління сицилійців приписали спокій і процвітання в королівстві до заслуг короля, який отримав прізвисько «Доброго».

## Східні походи

### Єгипетський похід 1174 року
У 1168–1171 роках воєначальнику правителя Сирії Нур ад-Діна Шіркуху вдалося приєднати Єгипет до своїх володінь, і єрусалимському королівству тепер протистояла єдина мусульманська держава. Король Єрусалиму Аморі I, уклав союз з єгипетськими правителями для того, щоб спільними силами відновити незалежність Єгипту. З цією ж метою Аморі I шукав допомоги у європейських монархів. Вільгельм II, єдиний із західних правителів, відгукнувся на заклик Аморі I і спорядив флот з 200 кораблів під командуванням Танкреда ді Лечче. Наприкінці липня 1174 сицилійський флот прибув до Олександрії. До цього моменту політична ситуація змінилася: Сирія розправилася з єгипетськими змовниками, король Аморі I помер, і в Єрусалимському королівстві почалася боротьба за владу над юним Балдуїном IV. Танкред ді Лече і його армія висадилися біля берегів Олександрії, не маючи союзників. Жителі Олександрії, що відступили за міські стіни, здійснили вилазку, під час якої знищили сицилійські облогові машини і привели обложників в повне замішання. Саладін, отримавши звістку про висадку сицилійців, на чолі своєї армії поспішно виступив з Каїра. Танкред ді Лече, тверезо оцінивши свої можливості, віддав наказ воїнам сідати на кораблі і покинути Олександрію. На березі залишилося близько 300 лицарів, які після героїчного опору потрапили в полон до Сирійців.
Єгипетська експедиція 1174 закінчилася катастрофою, але принесла Вільгельму II, який навіть не покинув Сицилії, лаври захисника християнства. Цю експедицію можна вважати початком нової сторінки в історії хрестових походів, коли західні монархи, замість того, щоб вплутуватися в тривалу боротьбу з сарацинами в Палестині, завдавали їм удар в тил — Єгипет. Саме цієї стратегії будуть дотримуватися згодом вожді П'ятого і Сьомого хрестових походів.

### Війна з Візантією
Взимку 1184–1185 року Вільгельм II готував армію і флот для вторгнення на Балканський півострів. Втім, Вільгельм II і в цей раз не покидав острова, довіривши командування флотом Танкреду ді Лечче, а армією — Рішару д'Ачерра. Заборонивши всім суднам залишати Сицилію і поширюючи суперечливі чутки про призначення майбутньої експедиції, Вільгельм II зумів застати імператора Андроніка I зненацька. 11 червня 1185 сицилійський флот відплив з Мессіни, а вже 24 червня 1185 Діррахій (Дураццо, зараз Дуррес), найважливіше місто на Адріатичному узбережжі Балканського півострова було захоплене сицилійцями. Не зустрічаючи опору, сицилійська армія перетнула Балкани і 6 серпня почала облогу Фессалонік. 15 серпня сюди прибув сицилійський флот, завершивши повну блокаду міста. Після недовгої облоги 24 серпня 1185 сицилійці увірвалися в місто і протягом тижня грабували його. За свідченням митрополита Євстафія число убитих греків досягало 8000 чоловік, сицилійці, крім звичайних грабежів і насильств, оскверняли і розоряли грецькі храми.
Після цього сицилійська армія рушила через Фракію до Константинополя, а флот увійшов в Мармурове море. Андронік I, направив проти сицилійців п'ять різних армій, командувачі яких, боячись жорстокого імператора, не наважувалися дати бій ворогам. У вересні 1185 в Константинополі спалахнуло повстання, Андронік I був схоплений і після жорстоких мук убитий.
Новий імператор об'єднав раніше надіслані п'ять армій під владою одного командувача Олексія Бранаса. Сицилійська армія, що вже не чекала опору, була розбита греками і відступила до Амфіполісу. При Дімітріце сицилійські воєначальники погодилися на переговори з Олексієм Бранасом. Але греки раптово атакували сицилійську армію. Захоплені зненацька сицилійці були остаточно розгромлені, Рішар д'Ачерра потрапив в полон, з усіх воїнів лише деякі змогли відплисти додому, а інші були перебиті. Лише флот під командуванням Танкреда ді Лечче уникнув поразки і неушкодженим повернувся на Сицилію. Експедиція 1185 закінчилася поним крахом, а Вільгельм II знову не брав у ній участі, але, як і у випадку з висадкою в Олександрії 1174, йому дісталася слава полководця.

### Підготовка до Третього хрестового походу
Після отримання звістки про падіння Єрусалиму (2 жовтня 1187) папа Григорій VIII закликав європейців до хрестового походу. Першим на заклик відгукнувся Вільгельм II. Не чекаючи початку загального походу, Вільгельм II направив до берегів Сирії флот з 60 кораблів. Протягом 1188–1189 років він постійно патрулював узбережжя Сирії і Палестини. Сам Вільгельм II так і не вирушив у хрестовий похід, померши 18 листопада 1189 в Палермо.

## Одруження та союзи

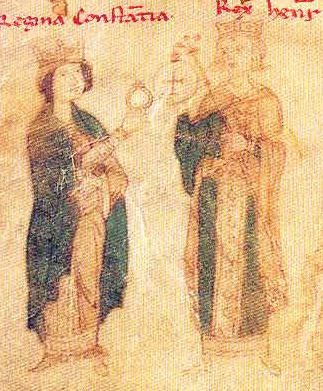
Одруження тітки Вільгельма Крнстанції з Генріхом Гогенштауфеном

У 1174 і 1175 Вільгельм підписав договори з Генуєю і Венецією. Його шлюб в лютому 1177 з Жанною, дочкою короля Англії Генріха II, свідчить про високе положення Вільгельма в європейській політиці. Це була не перша його спроба укласти вигідний шлюб. Раніше зусиллями Бертрана II, проводились переговори про заручини з візантійською принцесою, що були неуспішними.
Іншим вектором зовнішньої політики Вільгельма II в Європі було протистояння Фрідріху Барбароссі і його антипапі. З цією метою Вільгельм II надавав фінансову допомогу папі Олександру III і Ломбардській лізі.

## Проблема спадкоємців

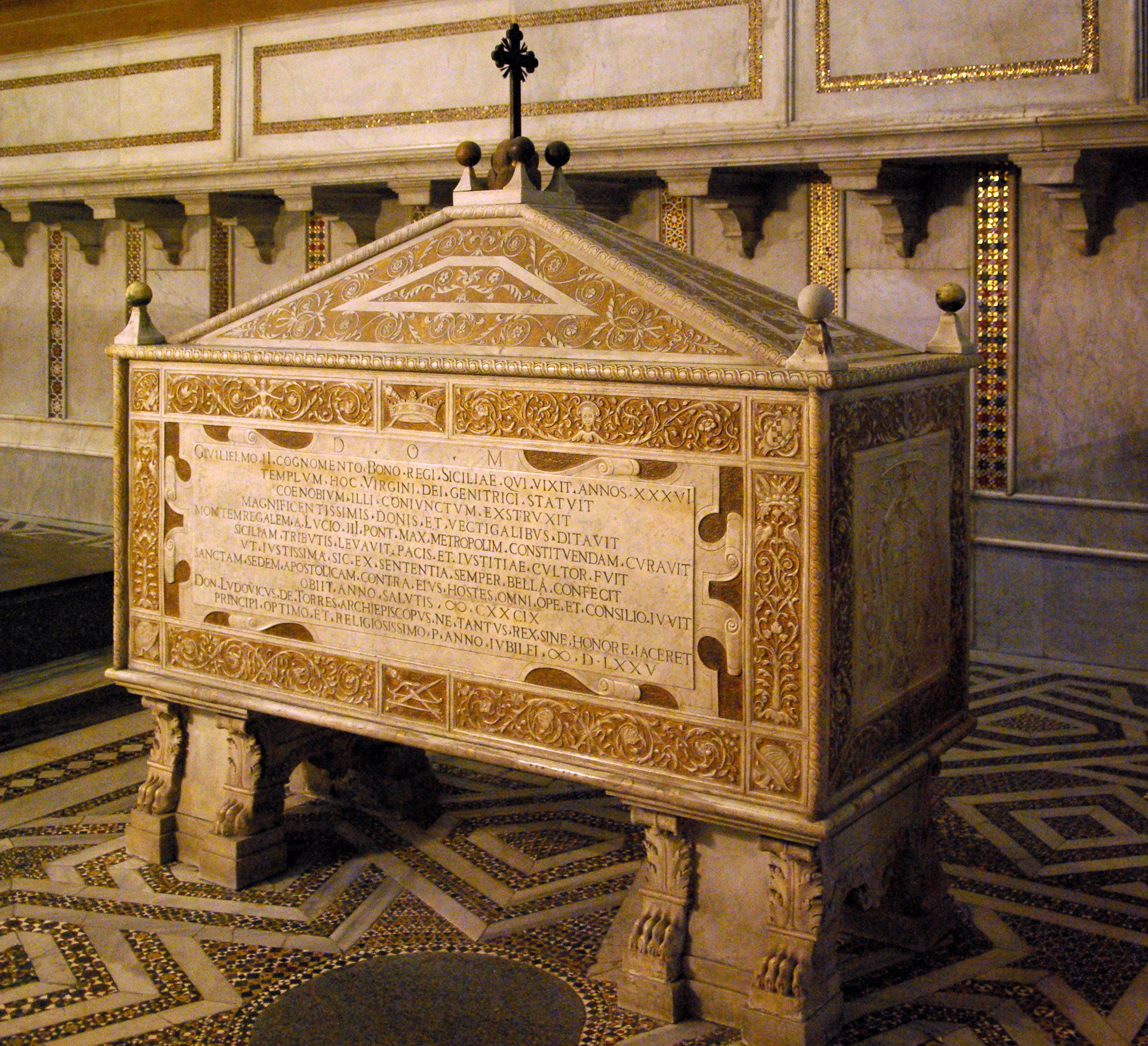
Monreale BW 2012-10-09 09-44-59

Під час підготовки до Третього хрестового походу Вільгельм II Добрий помер 18 листопада 1189, не залишивши дітей і не вказавши на однозначного наступника. Після смерті Вільгельма II більшість підданих відмовилися визнати спадкоємицею Констанцію, тітку Вільгельма і її німецького чоловіка. Конкуруючі угрупування висунули двох претендентів — графа Рожера з Андрії і Танкреда ді Лечче — позашлюбного сина Рожера. У січні 1190 Танкред був коронований в Палермо, але боротьба з внутрішніми ворогами, а потім з Генріхом Гогенштауфеном тривала протягом всього його царювання.

## Вшанування
Данте ставить Вільгельма Доброго в Рай:

А цей, на згині вниз брови, на стику,
Гульєльмо був, що плаче край за ним,
Бо смерть прийшла не Карлу й Федеріку.
Тепер він знає, що царем благим: Захоплюється небо, й в пишній свиті: Доводить це він одягом ясним.— 
Найбільш відомим пам'ятником Вільгельму став побудований ним бенедиктинський монастир в Монреалі недалеко від Палермо, що залишається найважливішим архітектурним пам'ятником норманської Сицилії та арабо-норманського стилю. У соборі Монреалі серед численних мозаїк є дві, що зображують Вільгельма II — коронація його Христом і передача ним в дар Діві Марії будівлі монастиря. В цей собор були перенесені за наказом короля останки його батьків і братів — Рожера і Генріха. У цьому ж соборі після довгої суперечки між архієпископами Палермо і Монреале був похований і сам Вільгельм II. Первинний саркофаг, приготований для нього в Палермо, не зберігся. У 1575 році останки короля за вказівкою архієпископа Людовика де Торреса були поміщені в бароковий саркофаг поряд з гробницею Вільгельма I.